# Alsógyurkuca
Alsógyurkuca (románul Giurcuța de Jos) volt település Romániában, Kolozs megyében.

## Története
A falucska az Erdélyi-szigethegységben található néhány házból álló tanya, amely az 1920-as években vált önállóvá. 1930-ban 441, 1941-ben 568, 1966-ban 592 román lakosa volt. A víztározó építése után fokozatosan veszített népességéből, 1977-ben már csak 373-an lakták. 1992-re már teljesen elnéptelenedett, korábbi lakóit a Kis-Szamos szabályozása során Gyaluba, Bánffyhunyadra és Szászfenesre  telepítették. A falu közigazgatási szempontból 1972-ben szűnt meg.